# 664
Évszázadok: 6. század – 7. század – 8. század
Évtizedek: 610-es évek – 620-as évek – 630-as évek – 640-es évek – 650-es évek – 660-as évek – 670-es évek – 680-as évek – 690-es évek – 700-as évek – 720-as évek
Évek: 659 – 660 – 661 – 662 –  663 – 664 – 665 – 666 – 667 – 668 – 669

## Események

### Európa
- A Frank Birodalomban Ebroin majordomus nyomására Balthild anyakirálnyé átadja neki a régensséget és bevonul Chelles kolostorába.
- Oswiu northumbriai király összehívja a whitbyi zsinatot, amely eldönti, hogy a húsvét időpontját nem az ír, hanem a római kereszténység előírásai szerint kell számítani. A Northumbriában működő ír papság nagy része elhagyja az országot.
- Egy teljes napfogyatkozást követően Angliában járvány tör ki, amely 20 éven tart és elpusztítja Dél-Anglia lakosságának jelentős részét.
- A járványban meghal Æthelwold kelet-angliai király. Utóda Ealdwulf.
- A járványban meghal Eorcenberht kenti király. Utóda fia, Ecgberht.
- A járványban meghal Deusdedit, Canterbury érseke.
- A járványban meghal Cedd, London püspöke.
- Meghal Swithhelm essexi király. Utóda unokatestvérei, Sighere és Sæbbi.
- Meghal Alhfrith, Deira királya. Utóda fivére, Ecgfrith.

## Születések
- Constantinus, római pápa
- II. Muávija, omajjád kalifa
- Sangkuan Van-er, kínai politikus- és költőnő

## Halálozások
- Amr ibn al-Ász, arab hadvezér
- Alhfrith, deirai király
- Æthelwold, kelet-angliai király
- Cedd, londoni püspök
- Deusdedit, canterburyi érsek
- Eorcenberht, kenti király
- Hszüan-cang, kínai buddhista szerzetes és utazó
- Swithhelm, essexi király

## Fordítás
- Ez a szócikk részben vagy egészben  a(z)   664 című angol Wikipédia-szócikk ezen változatának fordításán alapul.  Az eredeti cikk szerkesztőit annak laptörténete sorolja fel. Ez a jelzés csupán a megfogalmazás eredetét és a szerzői jogokat jelzi, nem szolgál a cikkben szereplő információk forrásmegjelöléseként.